# Fontgrava
Fontgrava (en francès Fongrave) és un municipi francès situat al departament d'Òlt i Garona i a la regió de la Nova Aquitània.

## Demografia
| 1962                                       | 1968 | 1975 | 1982 | 1990 | 1999 | 2007 |
| ------------------------------------------ | ---- | ---- | ---- | ---- | ---- | ---- |
| 531                                        | 600  | 573  | 559  | 540  | 565  | 589  |
| Des de 1962: població sense dobles comptes |      |      |      |      |      |      |

## Administració
| Període | Identitat                | Partit |
| ------- | ------------------------ | ------ |
| 1995-   | Pierre-Jean Fougeyrollas | PS     |